# Cantonul Les Cabannes
Cantonul Les Cabannes este un canton din arondismentul Foix, departamentul Ariège, regiunea Midi-Pyrénées, Franța.

## Comune
- Albiès
- Appy
- Aston
- Aulos
- Axiat
- Bestiac
- Bouan
- Les Cabannes (reședință)
- Caussou
- Caychax
- Château-Verdun
- Garanou
- Larcat
- Larnat
- Lassur
- Lordat
- Luzenac
- Pech
- Senconac
- Sinsat
- Unac
- Urs
- Vèbre
- Verdun
- Vernaux